# Honoré Daumier
Honoré Daumier (Marsella, 26 de febrero de 1808 - Valmondois, 10 de febrero de 1879) fue un caricaturista, pintor, ilustrador, grabador, dibujante y escultor francés de la época realista.

## Vida y obra
Honoré Daumier nació en el año 1808 en la ciudad de Marsella, pero siendo niño tuvo que trasladarse a París junto con su familia. Fue el tercer hijo y único varón del vidriero Jean-Baptiste Daumier y de Cécile-Catherine Philip. Su padre era vidriero ambulante y aspirante a poeta. Obtuvo su gloria en la Marsella natal, de donde partió a París para su consagración definitiva. 
El estilo de los versos del padre de Honoré fue del agrado del director del Museo Real Alexander Lenoir, que le consiguió un puesto de copista en un tribunal. 
Daumier padre aún pudo publicar sus versos en las imprentas reales de la restauración borbónica. Incluso consiguió poner en escena su obra Felipe II en un pequeño teatro. Al tiempo se quedó sin trabajo y Honoré Daumier tuvo que salir a trabajar desde muy joven. Trabajó como ujier en un tribunal de justicia y como aprendiz en una librería; luego se dedicó a estudiar pintura y dibujo. Cuando iniciaron el Romanticismo y el Realismo, dio inicio a su carrera de artista realizando trabajos en xilografía y abordando la ilustración de anuncios publicitarios en los que se nota el influjo de Charlet.
En 1828 comenzó sus primeras litografías para el diario La Silhouette (La Silueta). En 1830 inició su labor en la revista humorística La Caricature en donde adquirió merecido renombre por sus grabados y dibujos llenos de sátira y crítica social (incluyendo escenas domésticas). En 1832 comenzó a trabajar en Le Charivari, periódico humorístico-político dirigido por Charles Philipon; allí tuvo como compañeros a otros señalados caricaturistas: Raffet, Devéria y Grandville. Gracias a Charles Philipon se decidió a elaborar una gama de bustos en terracota, representando a Las celebridades del Justo Medio, dándoles un aspecto divertido al utilizar las características físicas de los políticos. Particularmente crítico al gobierno de Luis Felipe I de Orleans. Daumier, precisamente por haber realizado una caricatura en la que ese monarca aparecía retratado como Gargantúa (el glotón personaje de Rabelais), sufrió una prisión de seis meses.
En 1835, debido a la instalación de la censura en Francia, Daumier evitó la caricatura política directa y en su lugar se dedicó a ridiculizar las convenciones y costumbres entonces imperantes.
Retornó a la sátira política con la Revolución francesa de 1848. A partir de ese mismo año se apasionó por la pintura, y tuvo entonces un estilo muy influido por Delacroix, Corot, Millet, Rousseau y -en sus últimas obras- por Fragonard (como en El estudio) y los impresionistas (por ejemplo en La lavandera). A medida que fue perdiendo vista, tuvo que dejar la litografía y centrarse en la pintura, que abordaba con una técnica directa y apenas retocada.
También son muy valoradas sus esculturas y bustos de yeso (escayola) y bronce, que realizaba principalmente para que le sirvieran de modelos al realizar sus ilustraciones.
Sus grabados destacan por la mordacidad descarnada y por la cantidad de matices exquisitos y líneas nada exentas de sutileza, al trabajar sarcásticamente los rostros, las expresiones, los gestos, con precisas exageraciones mediante las que logra dar noción de la personalidad de los sujetos representados. Es interesante notar en sus litografías el sabio uso de las combinaciones cromáticas para lograr sus cometidos de expresar situaciones emotivas en un ámbito social (existe aquí un influjo —morigerado— desde la obra de Goya); sus litografías tienen una calidad muy próxima a la pintura. En cuanto a su menos conocida pintura, se caracteriza por un patetismo logrado con masas oscuras y contrastes de colores fríos y cálidos. Es así que si en sus últimos tiempos Daumier recibió influjos de los impresionistas, él previamente había ya influido en ellos, pero no queda en esto la gravitación de Daumier, pues también ha influido sobre los expresionistas, por ejemplo en Emil Nolde, Ernst Barlach y Ensor.
En el año de 1851 realizó importantes pinturas, entre ellas La Ebriedad de Sileno y María Magdalena, las cuales fueron publicadas en la serie Actualidades. En sus obras expresó los acontecimientos sociales de la época como el golpe de Estado de Luis Napoleón Bonaparte, la rebelión de los trabajadores por la opresión y la imposición de este para emperador. 
En 1865, conociendo la grave situación económica por la cual pasaban Daumier y su esposa, su amigo el escultor Geoffroy Dechaume les convenció para que fueran a vivir a Valmondois (en Val d'Oise) donde su otro amigo, Corot, les prestó una pequeña casa en el centro del pueblo; allí falleció Daumier.
Se destacó por la ingeniosa y buena interpretación de acontecimientos y modos de vida de una época, presente siempre en la mayoría de sus obras, siempre mostrando expresividad y modernidad, por lo que es uno de los más grandes expresionistas del arte moderno.

## Principales obras

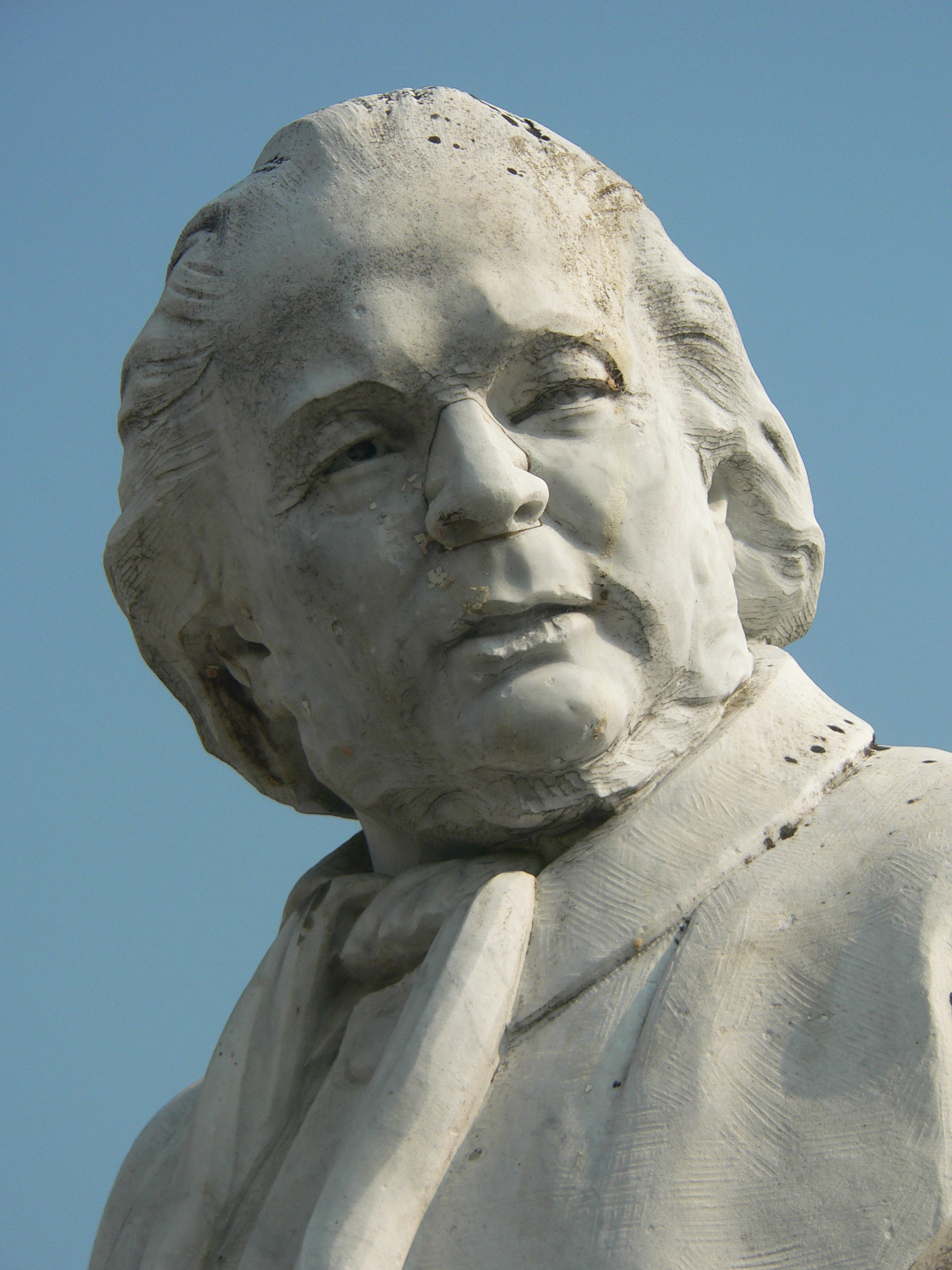
Busto de Daumier por el escultor Geoffroy-Dechaume, amigo del artista.

Daumier realizó cerca de 4000 litografías, 300 dibujos y 200 pinturas, así como decenas de esculturas. Entre sus grabados y pinturas, destacan:
- Gargantúa (1832)
- Un héroe en julio (1832)
- La libertad de imprenta (1832)
- El vientre legislativo. Aspecto de las bancadas ministeriales de la cámara improstituida. (1834)
- El miembro de todas las academias (1842)
- Gente de Justicia (en francés, Les Gens de Justice) (c. 1845-1848). Esta serie consta de 41 impresiones, que apareció en Le Charivari entre marzo de 1845 y octubre de 1848 (con la excepción de los números 26 y 39, que se habían publicado fuera de Le Charivari). Existe una 42a. impresión que, sin embargo, sigue siendo inédita.
- La República (1848)
- Nicole, la belle Nicole (1850)
- Los emigrantes, también conocido como Los fugitivos (1852-1855).
- Los ladrones y el asno (c. 1858)
- El melodrama (c. 1860)
- El levantamiento
- El primer baño
- Charles Philipon
- La lavandera (1863)
- El vagón de tercera (1862-1864)
- Don Quijote y Sancho Panza o Don Quijote (c. 1868)
- El estudio (c. 1870)

## Galería

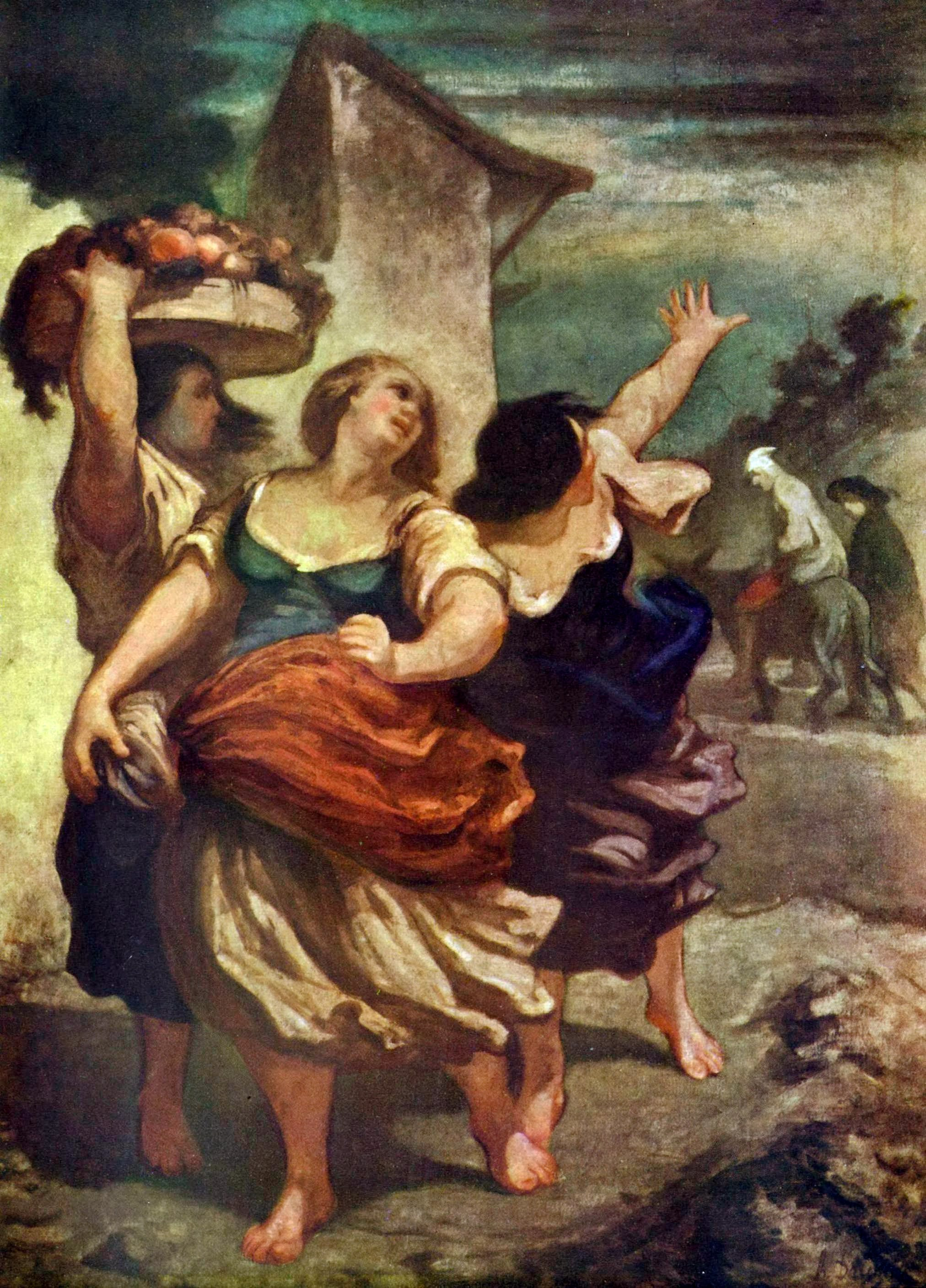
El molinero, su hijo y el burro, 1849.
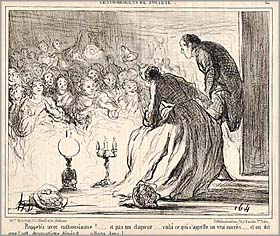
Les Comediens de Société. Litografía publicada en Le Charivari, 1858.
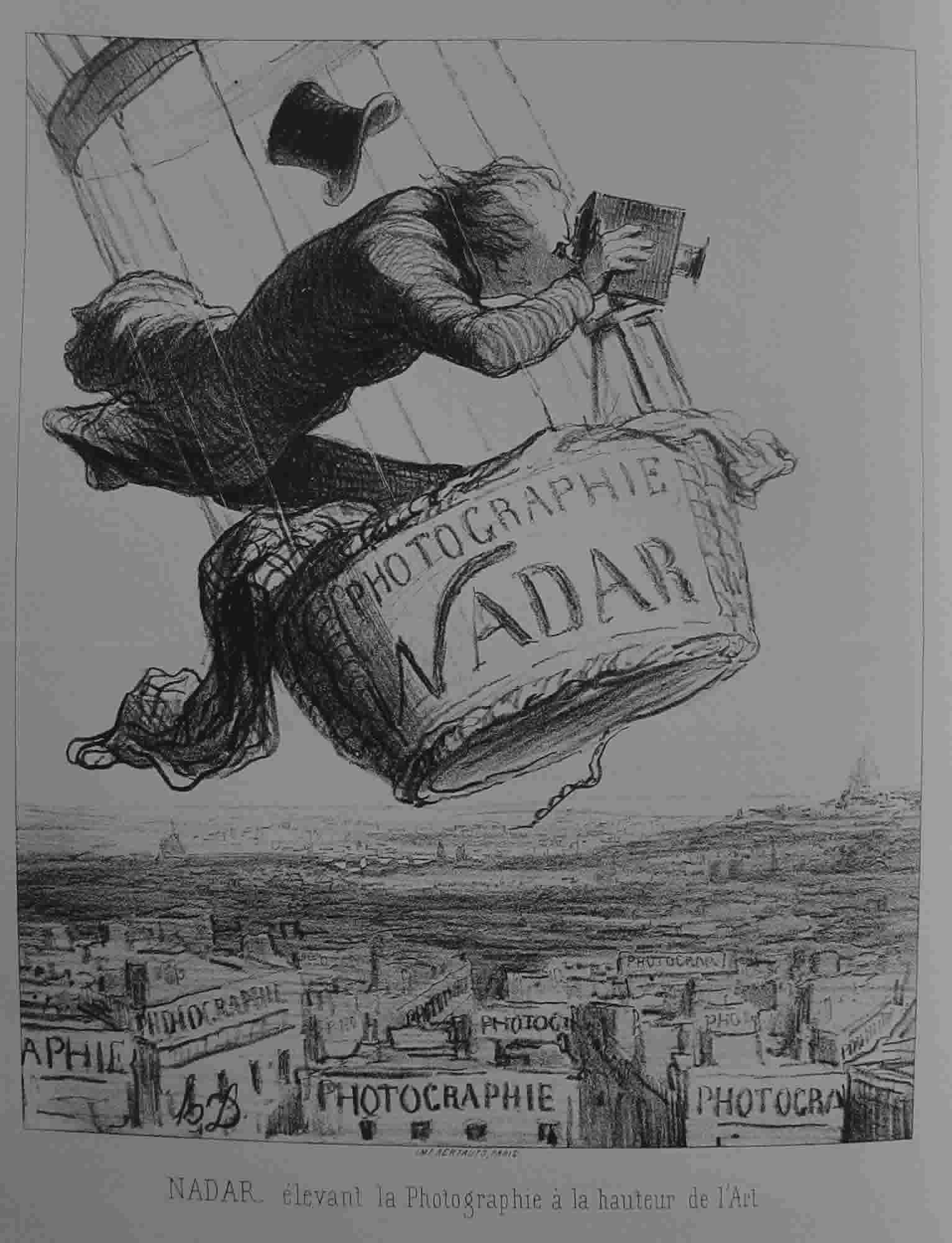
NADAR elevando la fotografía a la altura del Arte. Litografía publicada en Le Boulevard, 1862.
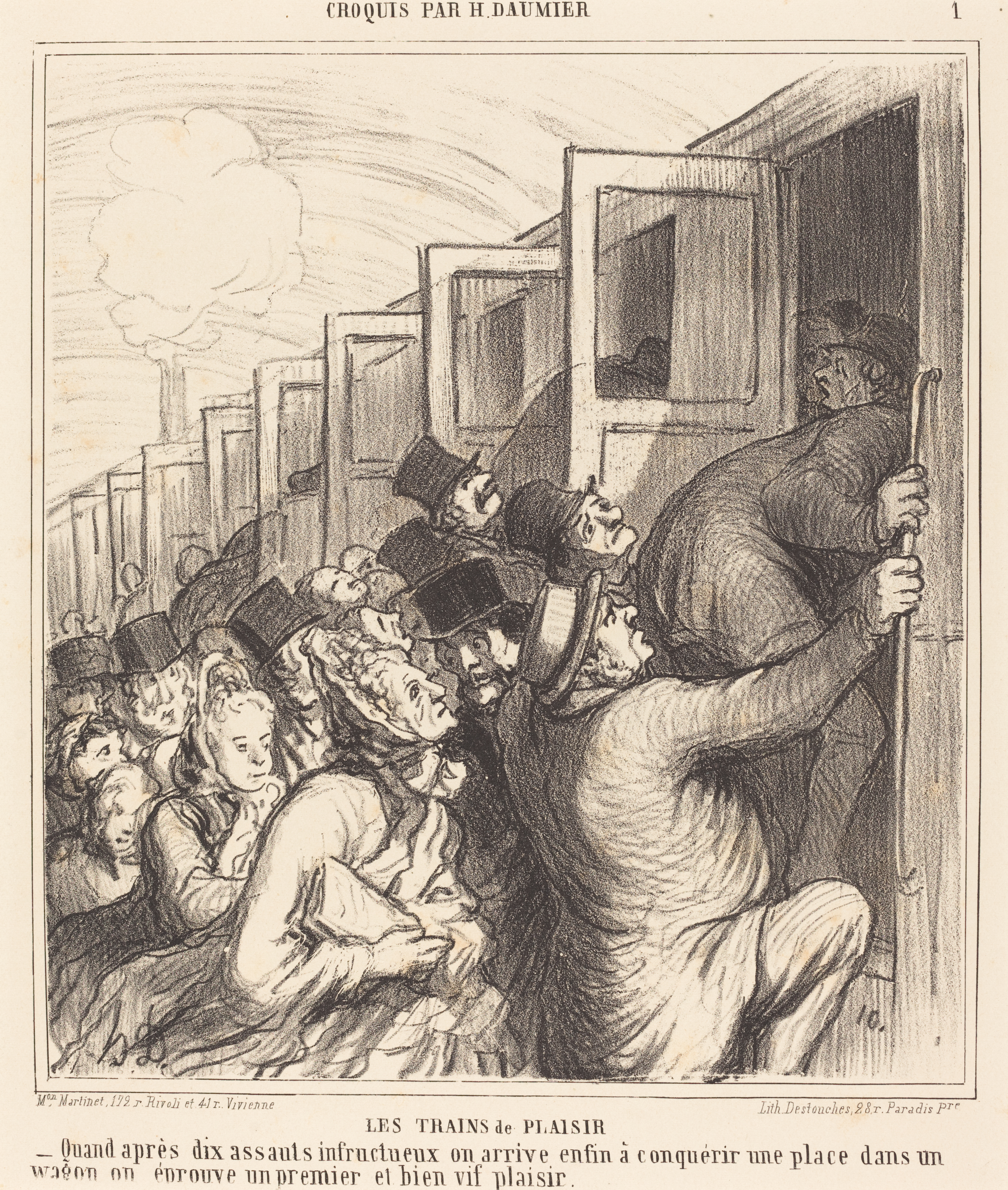
Los trenes del placer. Litografía publicada en Le Charivari, 1864.
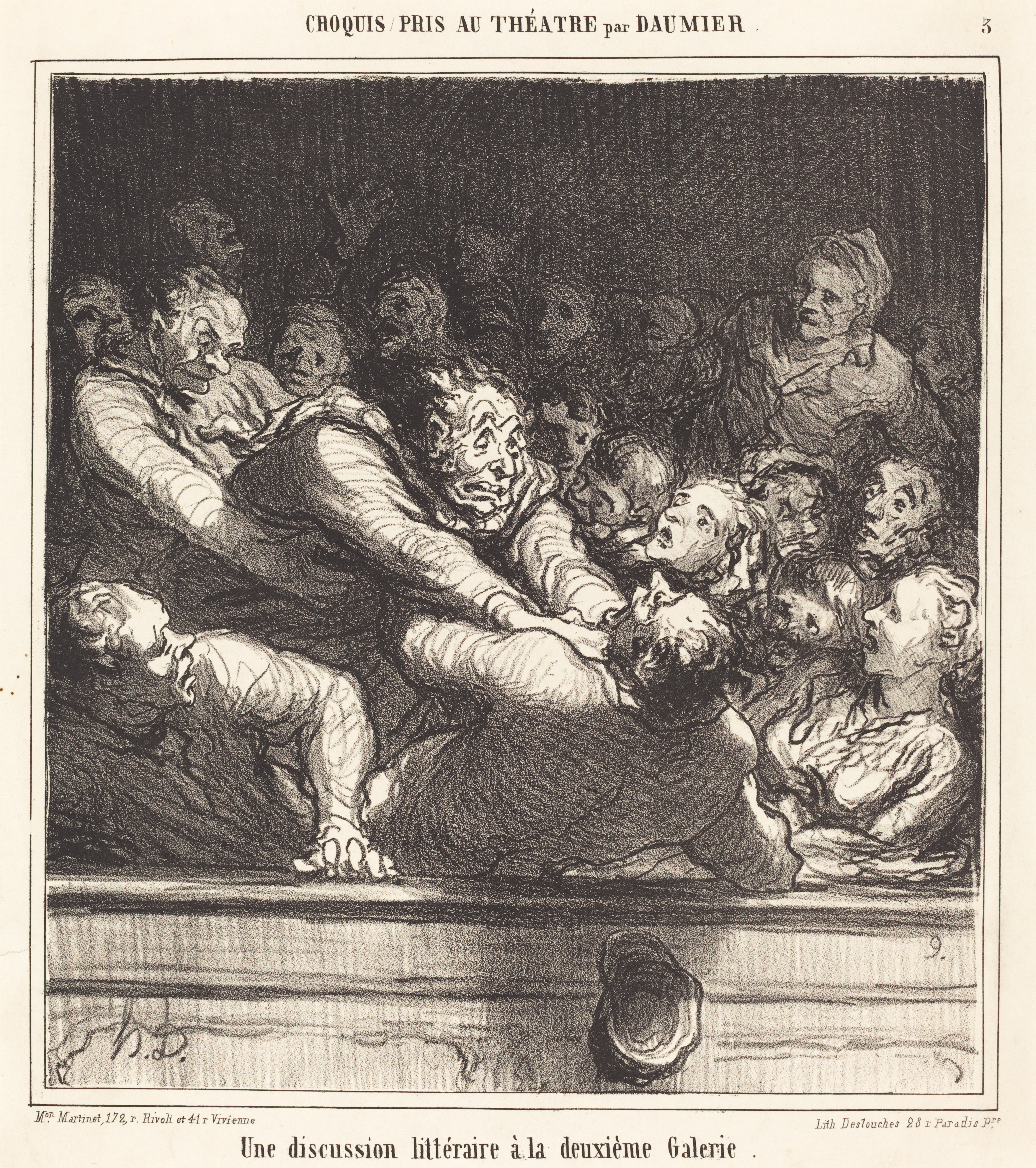
Una discusión literaria en la segunda galería. Litografía publicada en Le Charivari, 1864.
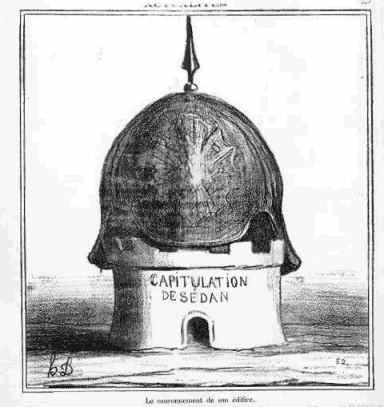
La capitulación de Sedán. Litografía publicada en Le Charivari, 1870.
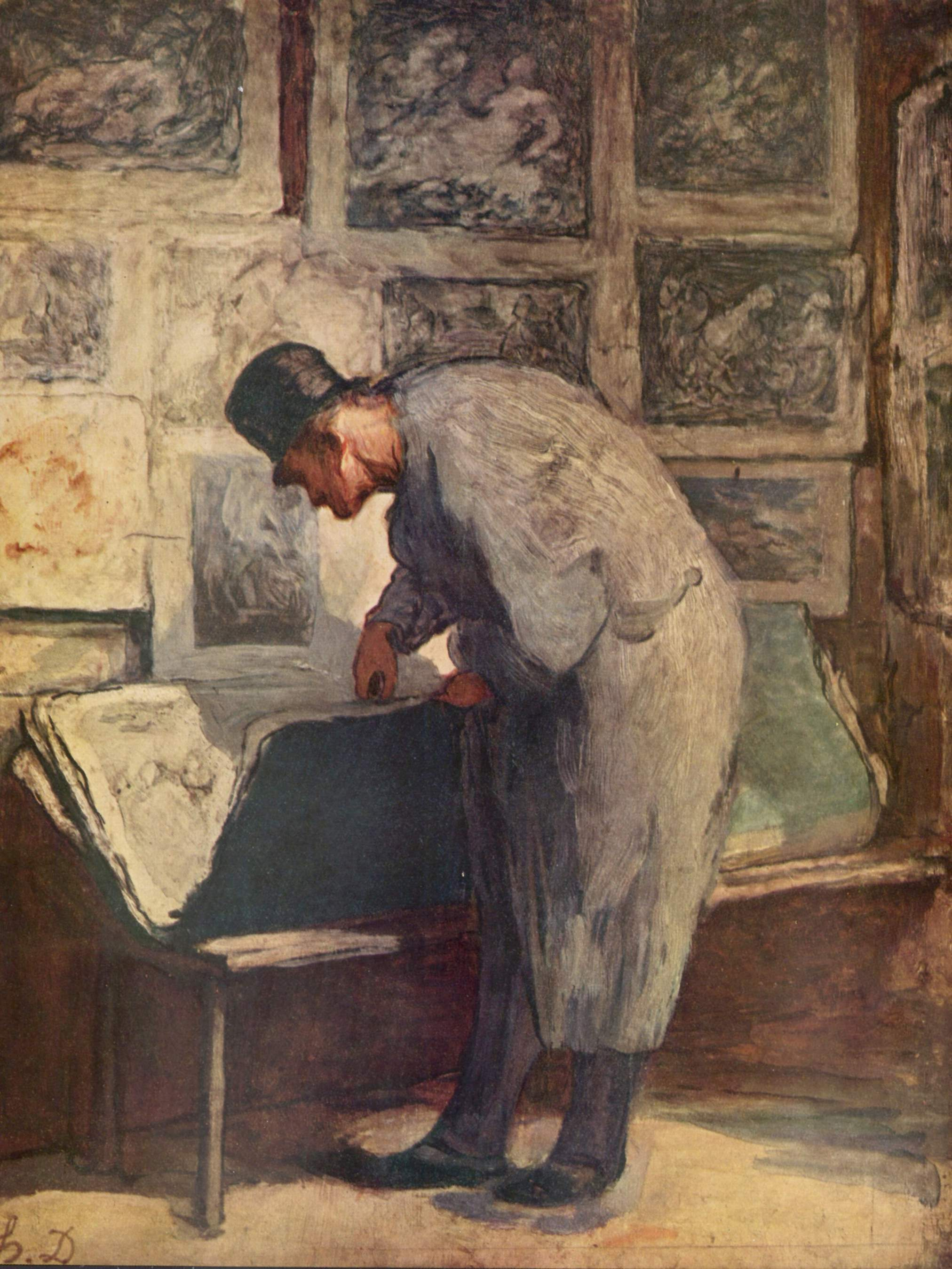
El amante de las estampas, c. 1857-1860.
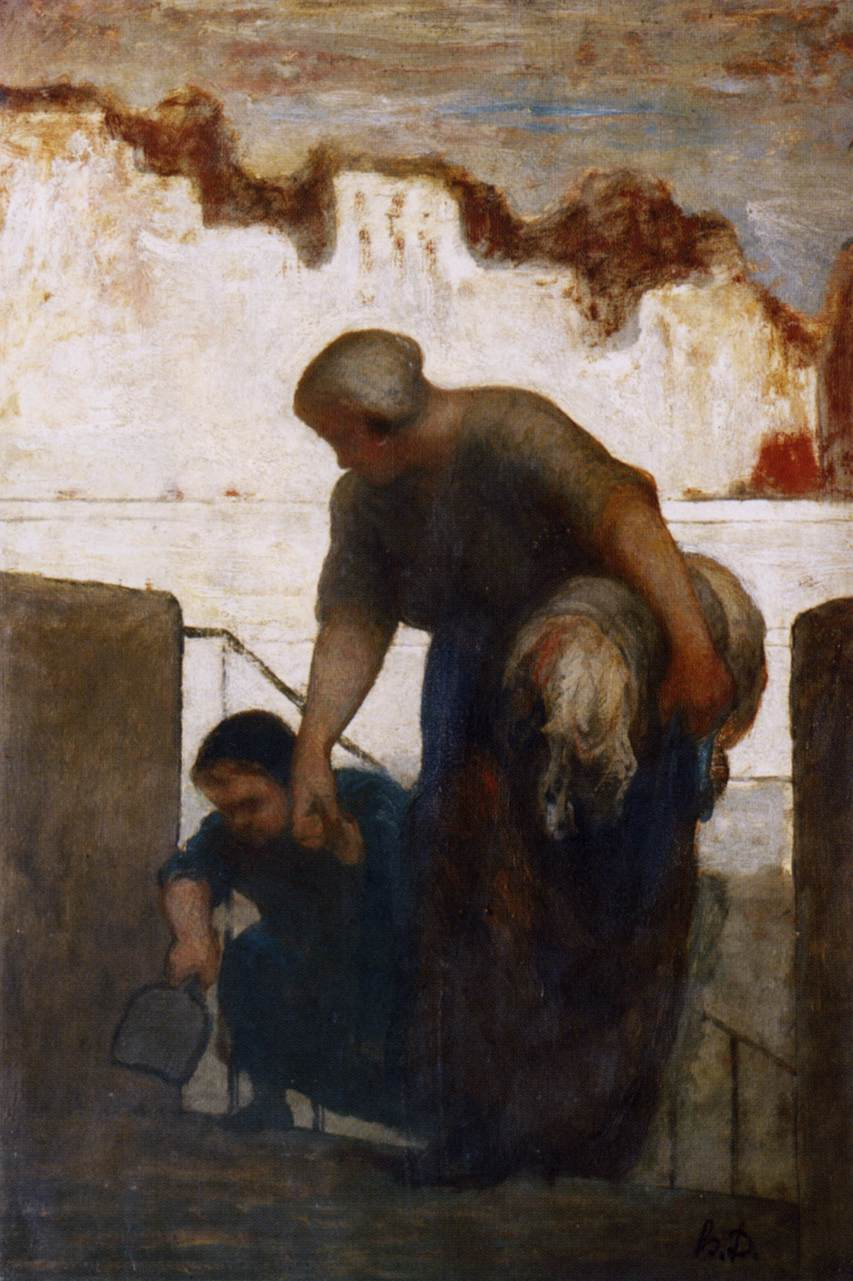
La lavandera, c. 1863.
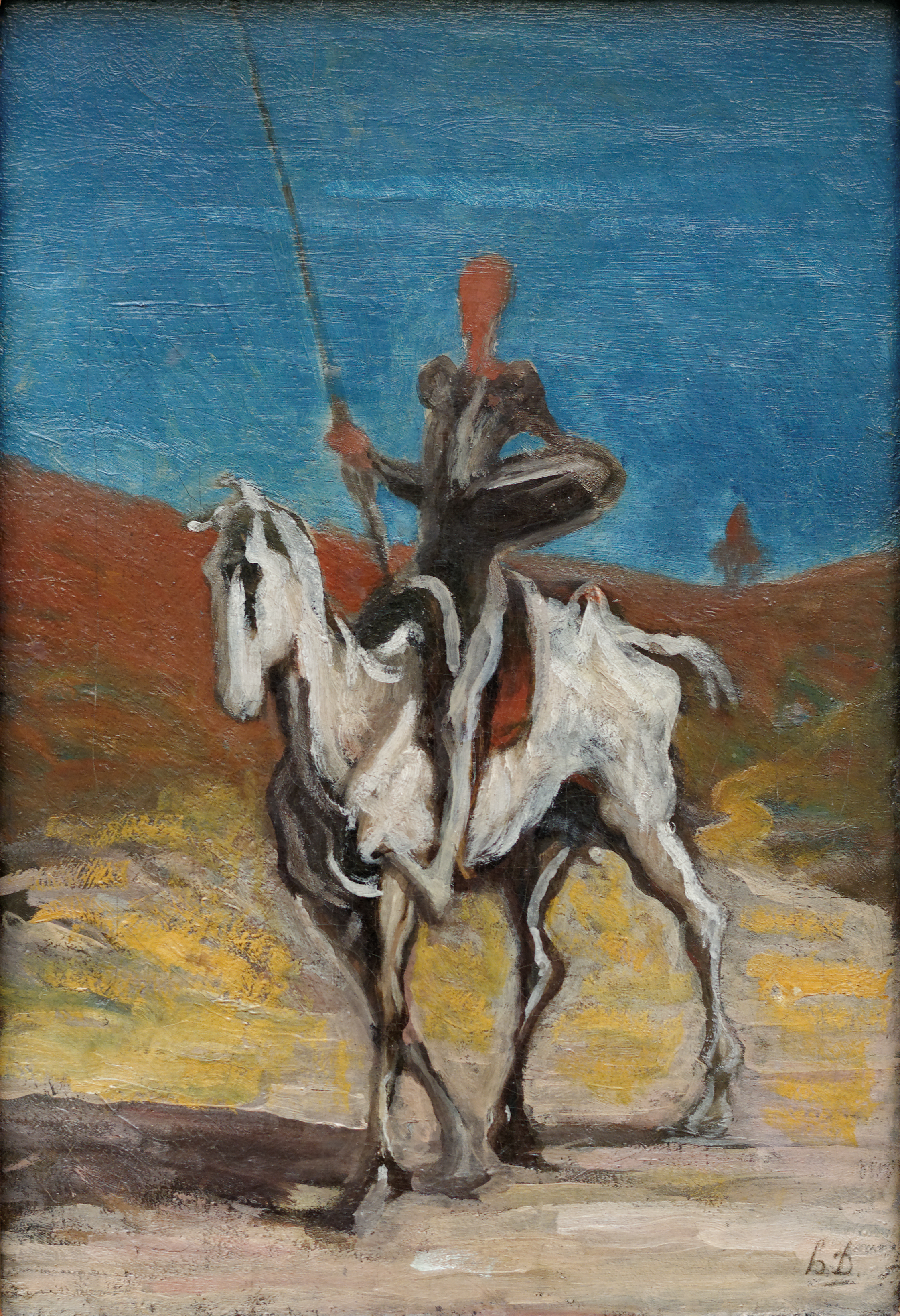
Don Quijote y Sancho Panza (1868).
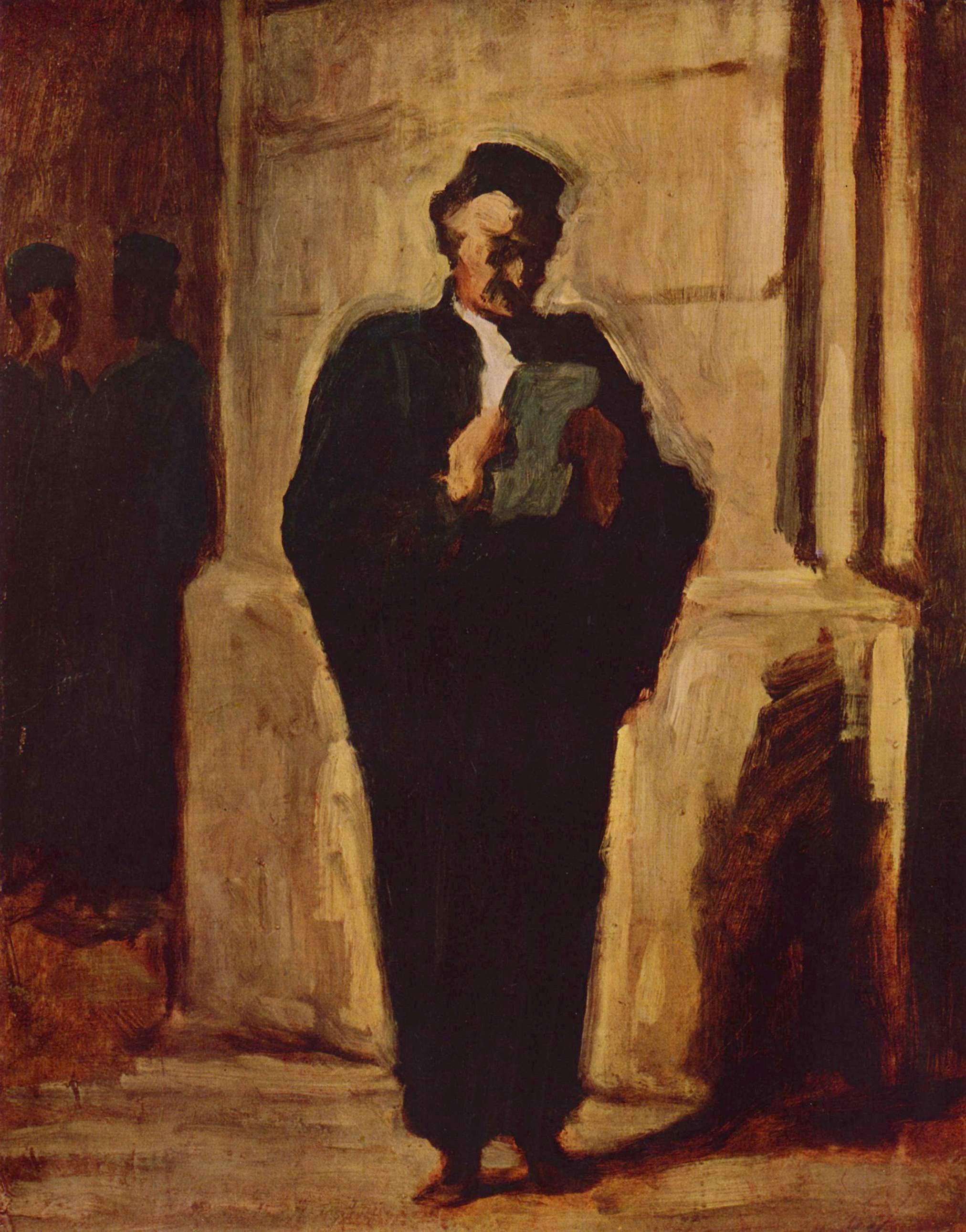
El abogado.
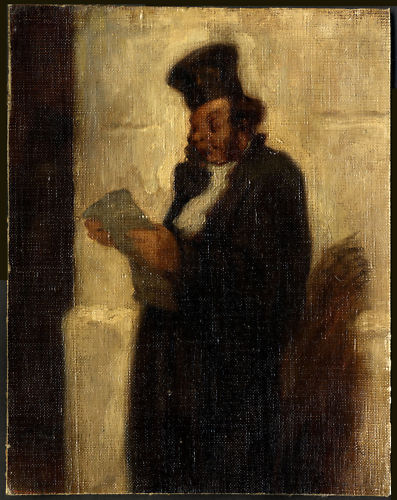
La petición del abogado, c. 1850.
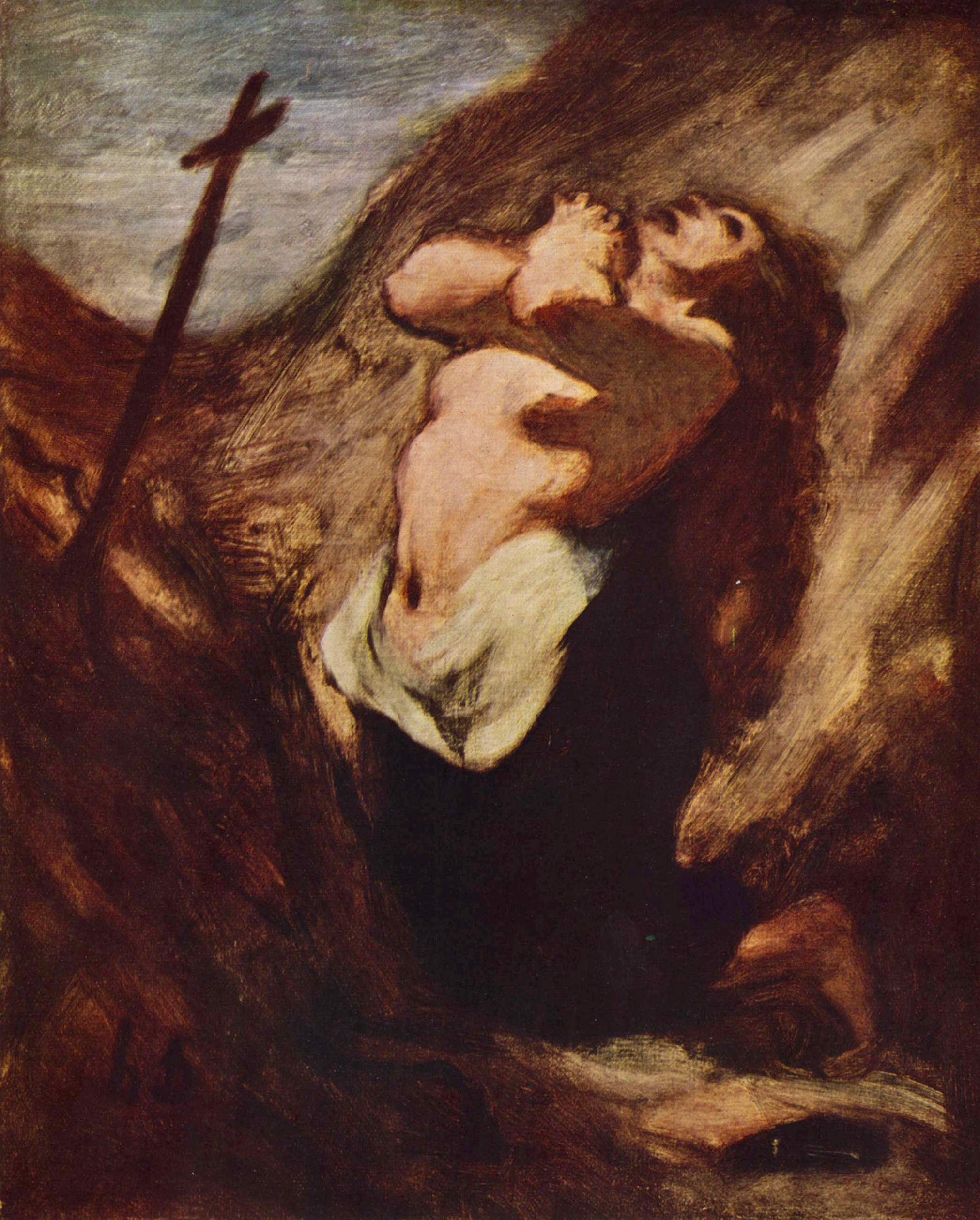
María Magdalena
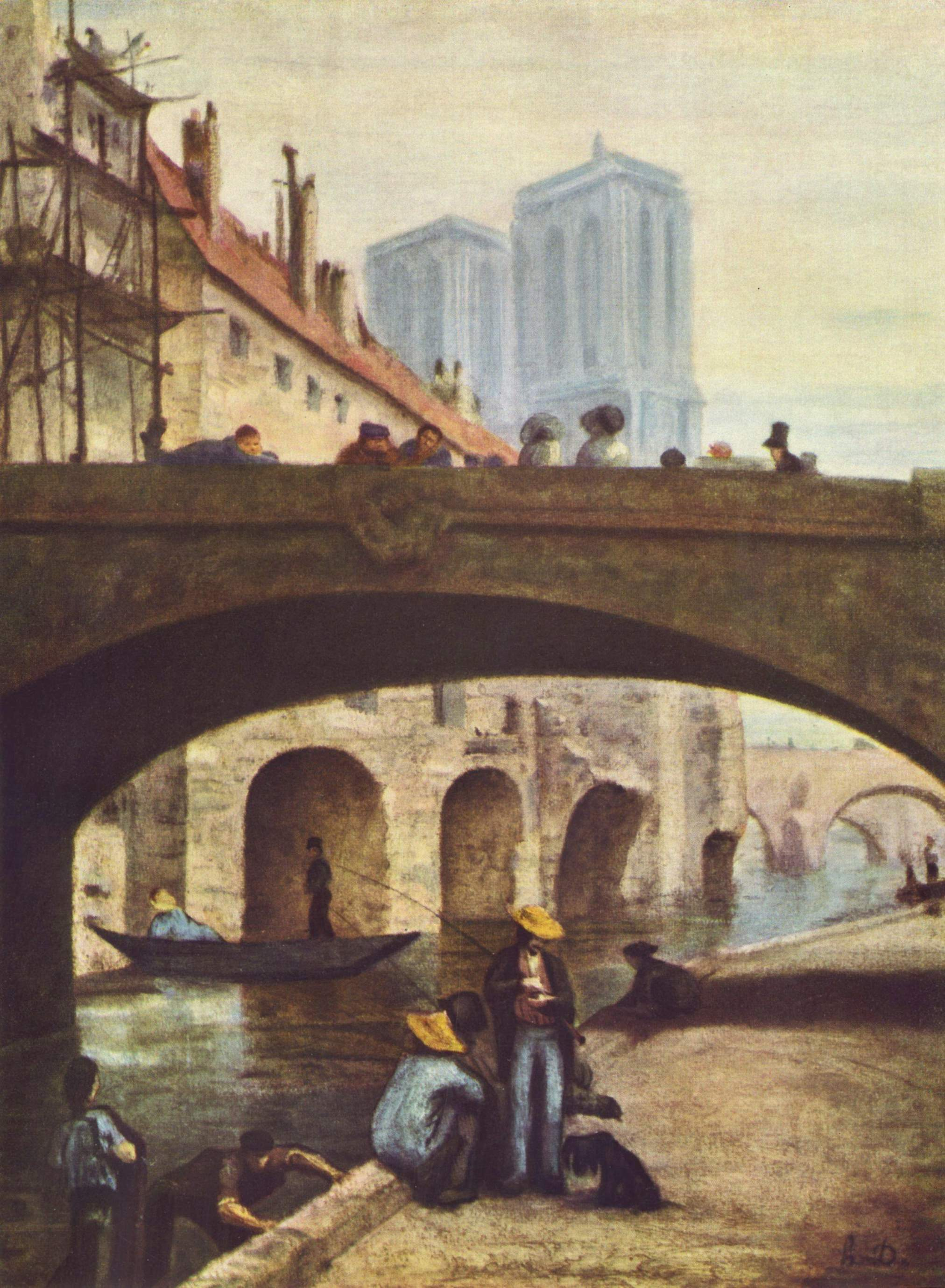
Pintor delante de Notre Dame, 1834, Museo Calvet.

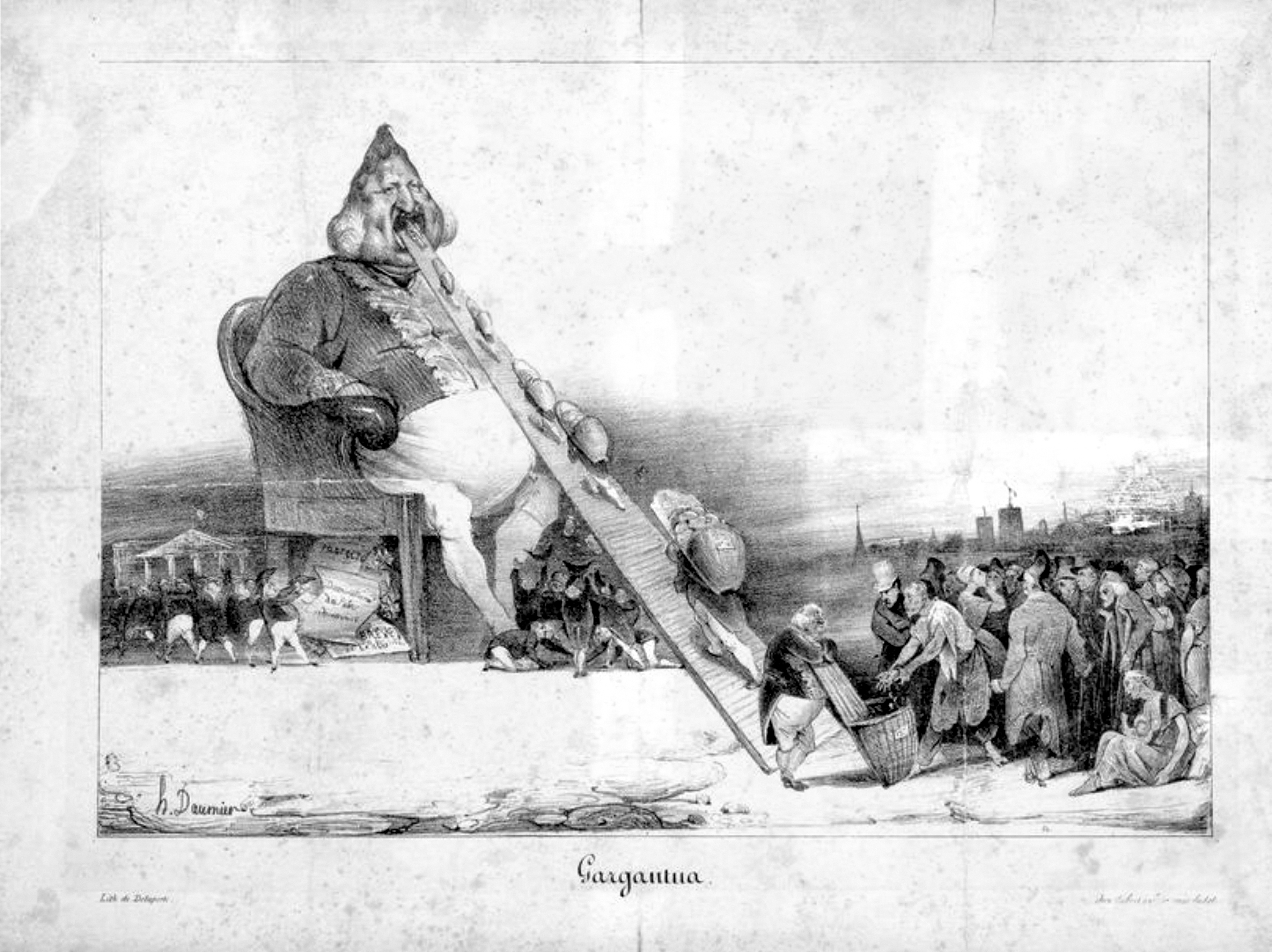
Gargantúa, litografía, 1831.
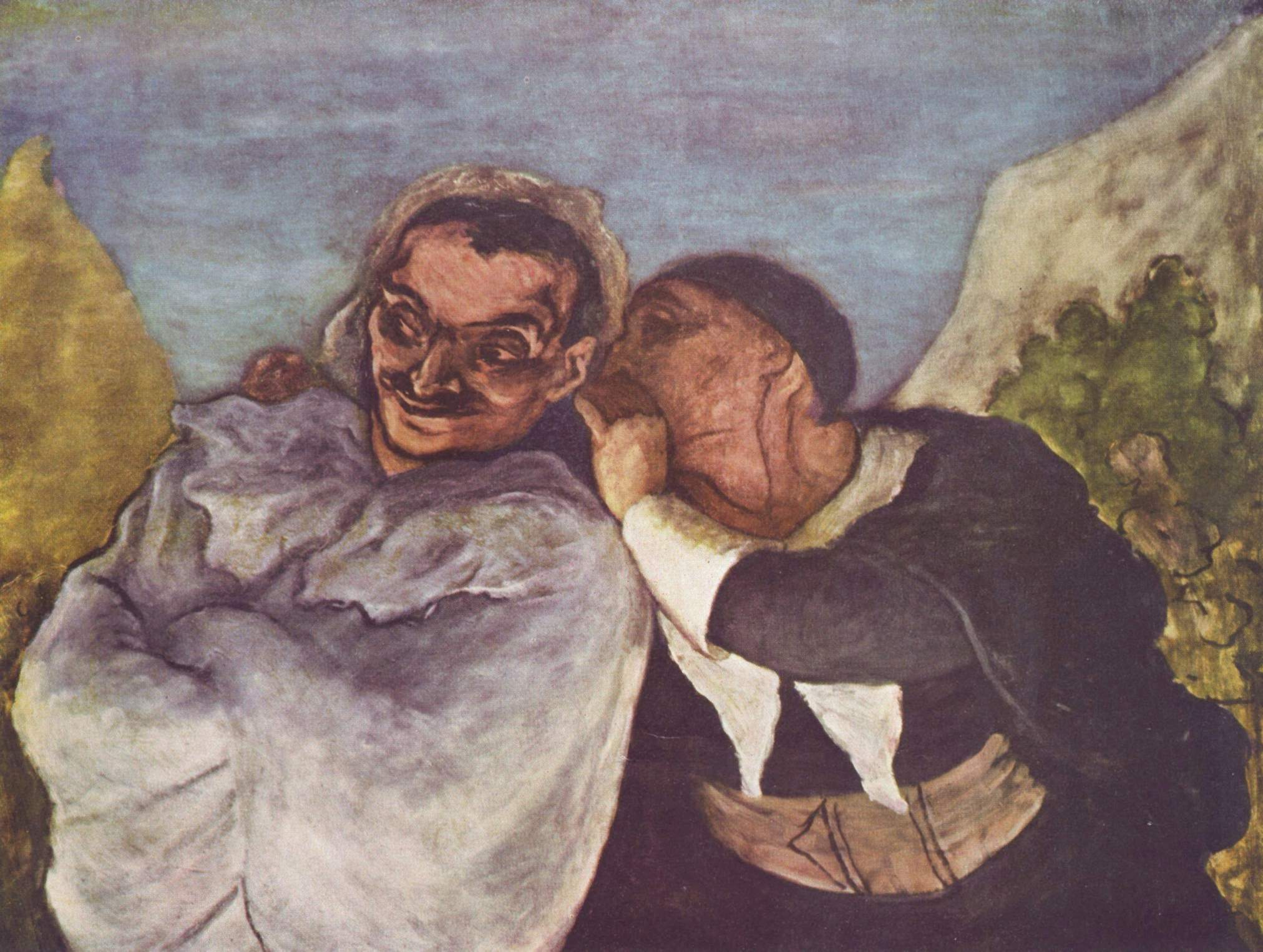
Crispín y Scapin, 1858-1860.
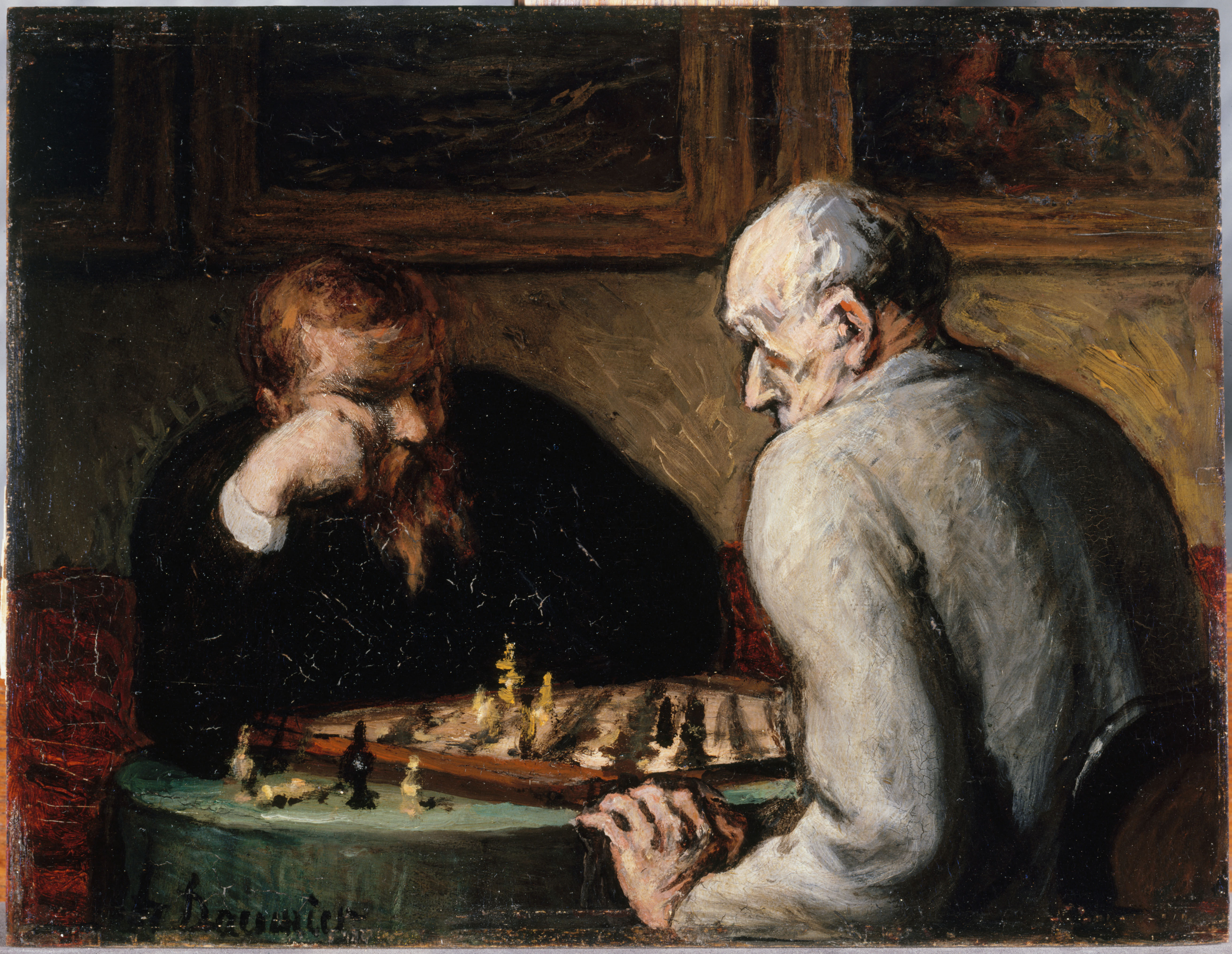
Los jugadores de ajedrez, 1863, Museo del Petit Palais.
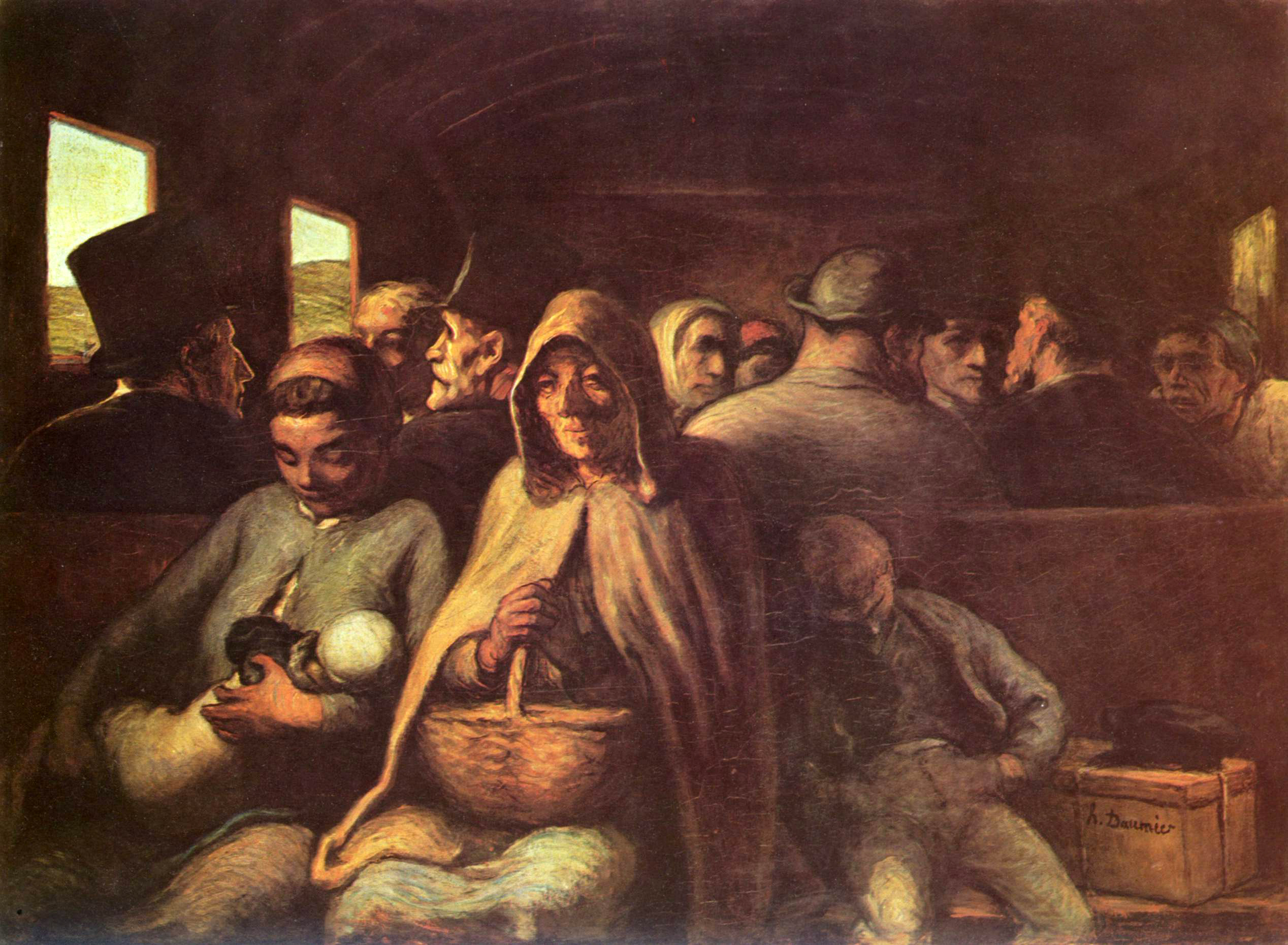
El vagón de tercera clase, 1864.
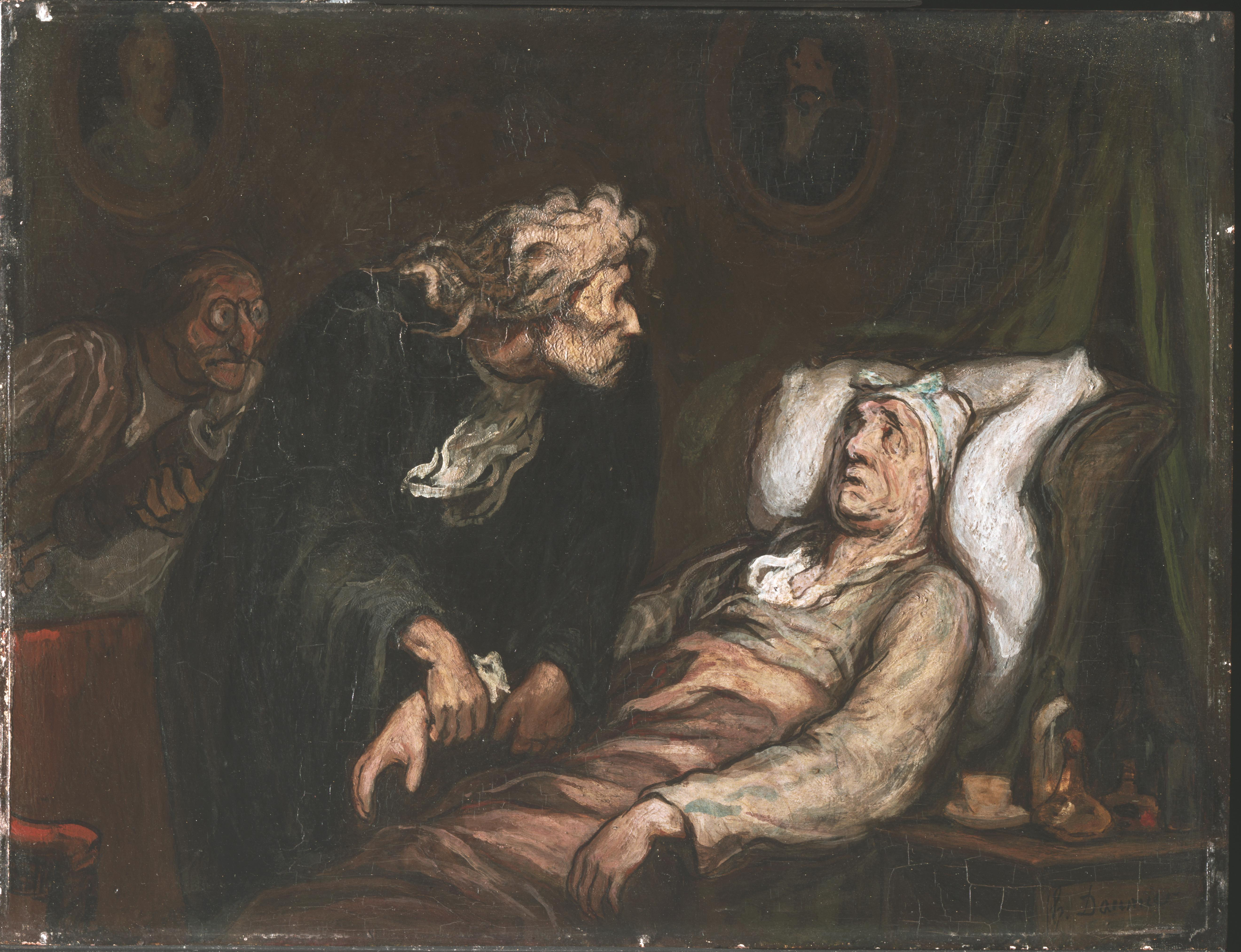
El enfermo imaginario (antes de 1879).